# Esox cisalpinus
Il luccio cisalpino o luccio italico (Esox cisalpinus Bianco & Delmastro, 2011) è un pesce appartenente alla famiglia Esocidae.

## Descrizione

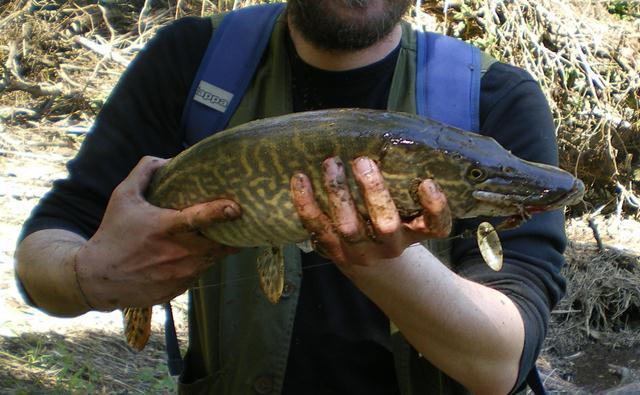
Esemplare catturato in Toscana

Esox cisalpinus è caratterizzato da una livrea a bande trasversali oblique sui fianchi; nei giovani esse sono ben distinte, mentre negli adulti tendono ad unirsi, dando loro un aspetto vermicolato o marmoreggiato; le pinne impari sono prive di vermicolazioni e con rari ocelli scuri. La specie è dotata di 92-107 squame in serie laterale, e di 4-4 pori submandolari.

## Distribuzione e habitat
La specie era documentata in Italia settentrionale in tutta la pianura padano-veneta e in Italia centrale dal bacino del Magra al Lago di Fondi; la specie è stata traslocata anche in Campania (lago Matese), Molise e Sardegna, nonché in alcuni laghi francesi. Non si esclude la sua presenza anche in altre regioni dell'area mediterranea, come ad esempio le coste adriatiche nordorientali e quelle francesi.
L'habitat prediletto sono le acque stagnanti o con correnti deboli, ad elevata trasparenza; necessita inoltre della presenza di vegetazione acquatica, nella quale caccia e si riproduce.

### Popolazione
La specie è stata distinta dalla congenere Esox lucius solo nel 2011 e, di conseguenza, su molte carte ittiche del Nord Italia appare sotto quest'ultimo nome. 
Inoltre, in alcuni specchi d'acqua dell'Italia centrale, come i laghi di Chiusi, Piediluco e Recentino, la specie è fortemente introgressa, a causa dell'ibridazione con esemplari introdotti di Esox lucius. L'ibridazione è infatti una delle principali minacce per questa specie, assieme alla pesca eccessiva e alla perdita di habitat.